# Pięknoróg największy

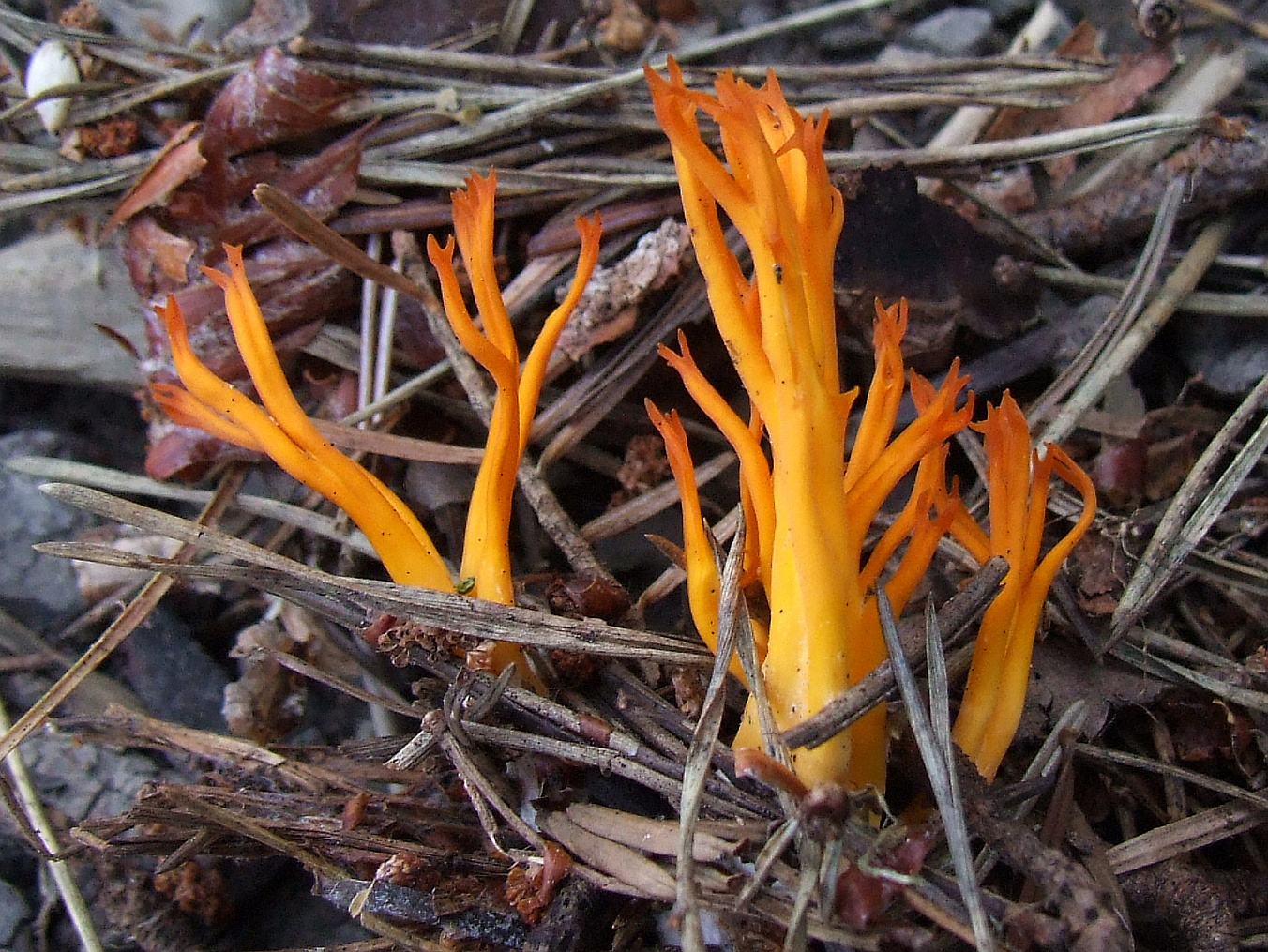

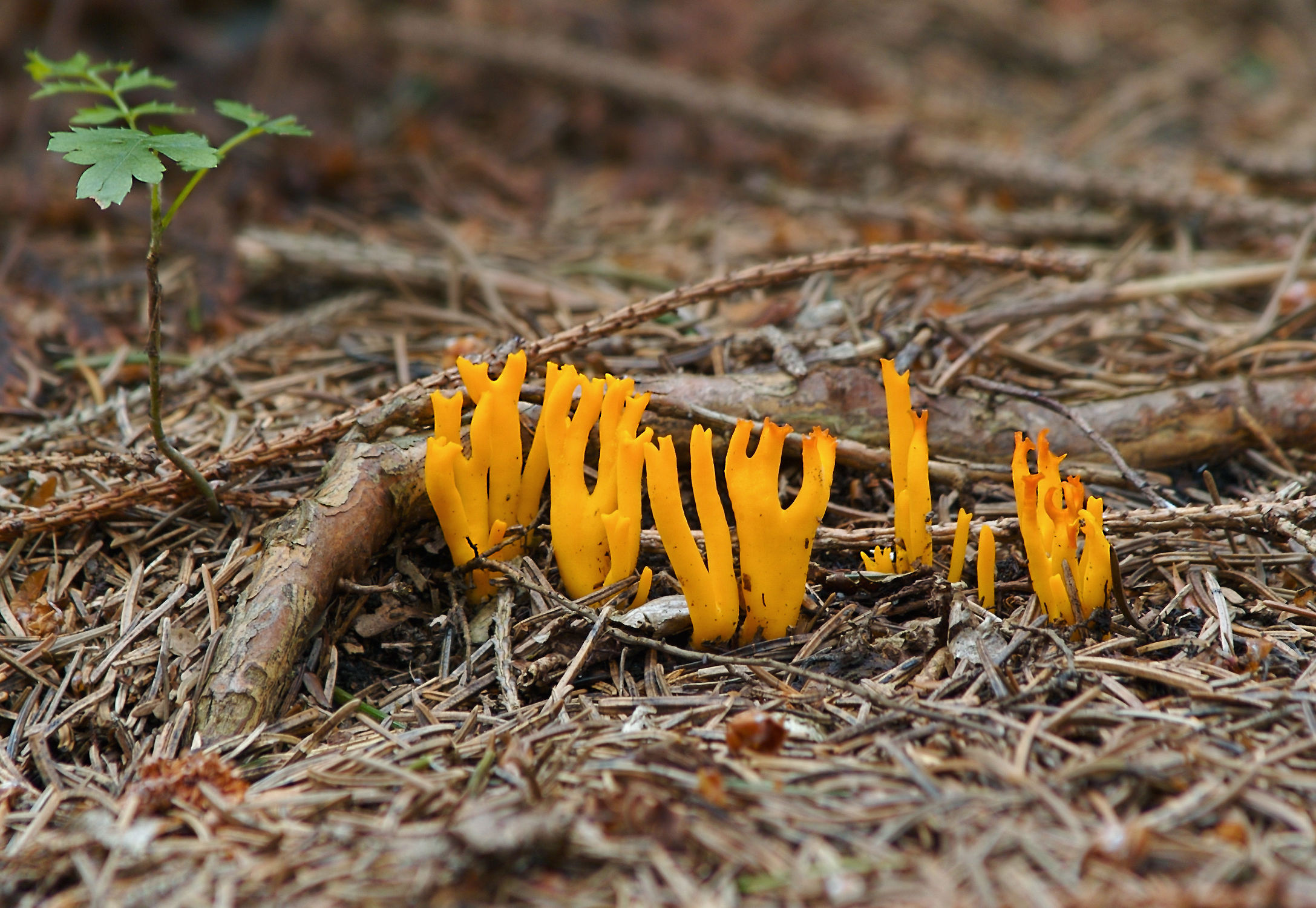

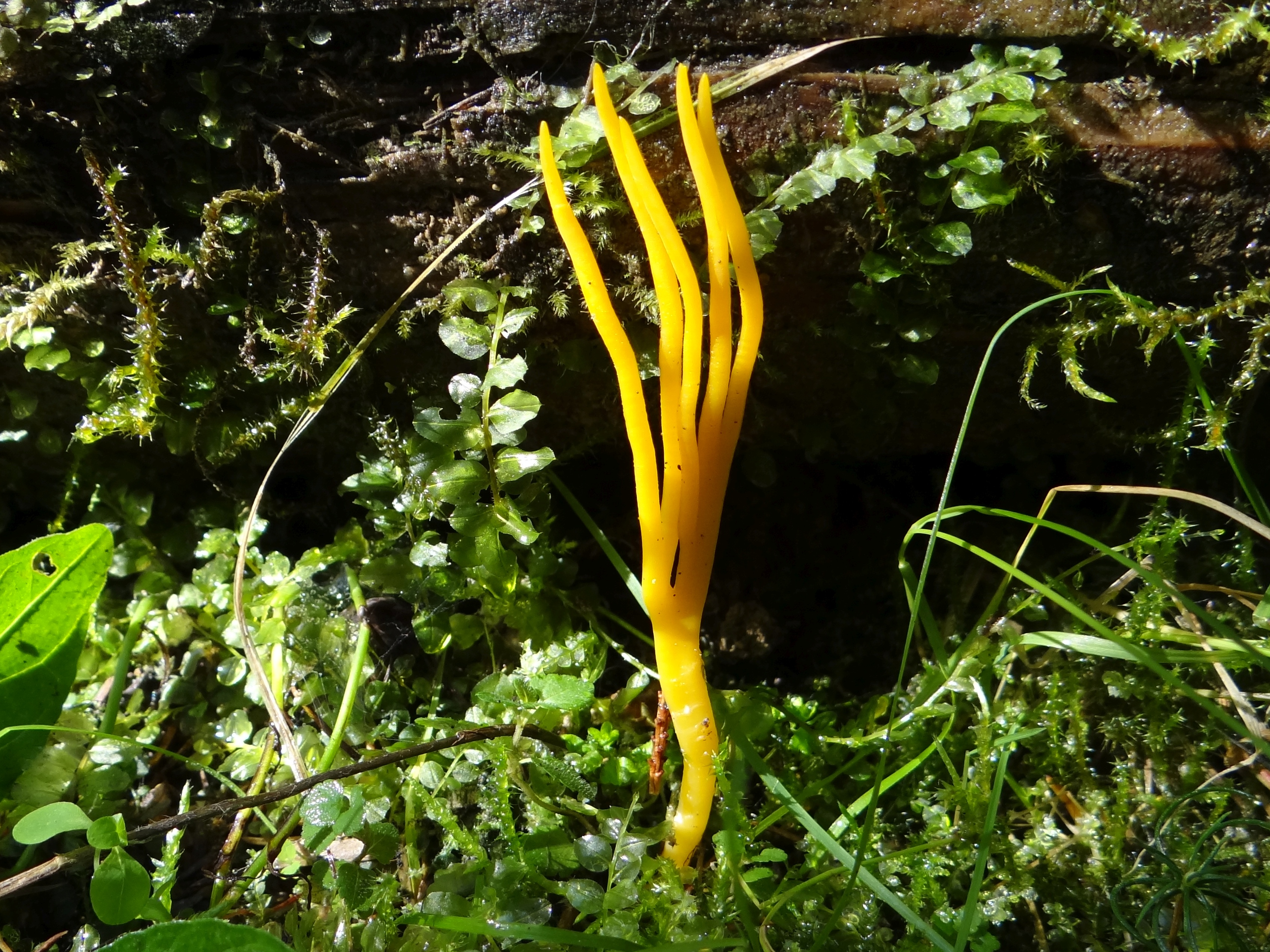

Pięknoróg największy (Calocera viscosa (Pers.) Fr.) – gatunek grzybów z rodziny łzawnikowatych (Dacrymycetaceae).

## Systematyka i nazewnictwo
Pozycja w klasyfikacji według Index Fungorum: Dacrymycetaceae, Dacrymycetales, Incertae sedis, Dacrymycetes, Agaricomycotina, Basidiomycota, Fungi.
Po raz pierwszy takson ten zdiagnozował w 1794 r. Christiaan Hendrik Persoon, nadając mu nazwę Clavaria viscosa. Obecną, uznaną przez Index Fungorum nazwę nadał mu w 1821 r. Elias Fries przenosząc go do rodzaju Calocera. Niektóre synonimy naukowe:

- Calocera cavarae Bres. & Cavara 1896
- Calocera flammea Fr. 1833
- Calocera viscosa var. cavarae (Bres.) McNabb 1965
- Clavaria viscosa Pers. 1794
- Merisma viscosum (Pers.) Spreng. 1827

Nazwę polską zaproponował Władysław Wojewoda w 2003 r. W polskim piśmiennictwie mykologicznym gatunek ten opisywany był też jako płaskosz lepki, goździeniec lepki, pięknoróg lepki.

## Morfologia
Owocnik
Krzaczkowaty, przypominający rozwidlone poroże o zaostrzonych wierzchołkach. Zazwyczaj gałązki mają 1-3 ostrza. Osiąga wysokość do 8 cm. Najczęściej spotykane owocniki dochodzą do 6 cm. W okresie wilgotnej pogody powierzchnia staje się lepka. Kolory, jakie przybiera owocnik, to: złoty, żółty, żółtopomarańczowy. Po wyschnięciu ciemnieje, staje się czerwonawy.
>.
Trzon
Białawy lub białawożółty, jaśniejszy od owocnika.
Miąższ
Twardy, galaretowaty, w starszych okazach zdrewniały i często pusty. Smak i zapach słaby.
Wysyp zarodników
Żółty, nieamyloidalny.
Cechy mikroskopowe
Zarodniki mają wygięty cylindryczny kształt i gładką powierzchnię. Są wielkości 7–12 × 3–5 µm, bez przegród lub z jedną przegrodą. Podstawki rozwidlone, 2-zarodnikowe.
Gatunki podobne
Może być mylony z innymi gatunkami z rodzaju Calocera, na przykład z pięknorogiem szydłowatym (Calocera cornea) oraz pięknorogiem dwuprzegrodowym (Calocera furcata). Owocniki obu wymienionych są jednak znacznie mniejsze. Pierwszy z nich występuje na drewnie drzew liściastych. Może być również pomylony z przedstawicielami rodzaju Ramaria (koralówkami). Należy jednak do innej rodziny (siatkolblaszkowatych) i z rodzajem Ramaria wcale nie jest spokrewniony.

## Występowanie i siedlisko
Występuje w Ameryce Północnej, Europie, Azji i na Nowej Zelandii. W Europie Środkowej jest bardzo pospolity. Bardzo pospolity jest również w całej Polsce.
Saprotrof. Owocniki wytwarza od czerwca do listopada na martwym drewnie drzew iglastych w lasach mieszanych i iglastych.
.

## Znaczenie
Grzyb niejadalny.